# Grigori Kirienko
Grigori Anatolevici Kirienko (în rusă Григорий Анатольевич Кириенко; n. 29 septembrie 1965, Novosibirsk, RSFS Rusă, URSS) este un fost scrimer specializat pe sabie, care a reprezentat Uniunea Sovietică și Rusia. A fost dublu campion olimpic pe echipe în 1992 și în 1996, cvadruplu campion mondial la individual (în 1989, 1991, 1993 și 1995), triplu campion mondial pe echipe (în 1989, 1990 și 1994).

## Carieră
S-a apucat de scrimă la vârsta de cinci ani la ordinul bunicii, care era o mare amatoare de sport. Primul antrenor său a fost Pavel Kondratenko. Când avea 12 ani, a participat la o competiție de copii în Harkiv. Era încrezător în victorie, având în vedere ca practica deja scrima timp de șapte ani, în timp ce cea mai mare parte a celorlalți participanți abia începeau să se antreneze. Totuși, a pierdut toate meciurile în faza grupelor și a fost eliminat de la început. După acest eșec, s-a hotărât să se antreneze mai mult, cu modestie, pentru a fi cel mai bun.
În anul 1985 a început să se antreneze cu Vladimir Nazlîmov. Un anul mai târziu, a câștigat Spartachiadă a popoarelor URSS. Lotul de seniori fiind extrem de puternic, a trebuit să aștepte până retragerea lui Mihail Burțev, care i-a lăsat un loc liber. La Campionatul Mondial din 1989, prima sa participare la o competiție de această anvergură, a cucerit titlul mondial la individual. Acesta a fost primul dintr-o serie de patru. Fiecare aurul mondial s-a câștigat într-un an impar, ceea ce a devenit un motiv de glume pentru el: „un an de reușită, un an de odihnă”.
În anul 1991 și-a schimbat antrenorul, Husein Ismailov. La Jocurile Olimpice din 1992 de la Barcelona s-a clasat doar pe locul 10 la proba individuală, după ce a pierdut trei din cele patru meciuri trase în faza finală. La proba pe echipe, Echipa Unificată (numele sub care au concurat foștii membri ai URSS) a trecut de Ungaria în finala, Kirienko câștigând trei din cele patru asalturi pe care le a disputat. 
După aceasta competiție, echipa s-a spart: ucrainenii Heorhii Pohosov și Vadim Hutțait s-au alăturat echipei naționale a Ucrainei, în timp ce mai mulți scrimeri și antrenori ruși au plecat în străinătate, inclusiv Vladimir Nazlîmov, său au abandonat sportul în favoarea afacerilor, ca de exemplu Mark Rakita și Mihai Burțev. Cel mai senior în cadrul echipei a Rusiei, i-a condus pe tinerii Aleksandr Șirșov și Stanislav Pozdniakov. 
La Campionatul Mondial din 1993 de la Essen, el a cucerit din nou titlul mondial, învingându-l pe ungurul Bence Szabó, dar echipa s-a clasat doar pe locul cinci. Aceasta s-a răzbunat la Campionatul Mondial din 1994 de la Atena: a trecut de Coreea de Sud, Spania și Italia, apoi a întâlnit în finala marea rivală Ungaria, impunându-se cu scorul 5–2. Kirienko a ajuns în finală individuală la Campionatul Mondial din 1994, după ce l-a învins la limită pe italianul Tonhi Terenzi. A câștigat cu germanul Felix Becker, cel pe care îl învinsese în semifinala la Essen, și a cucerit cea de-a cincea medalie în șase participări la Campionatul Mondial. Astfel a stabilit recordul de titluri mondiale la sabie, deținut până acum de Pál Kovács, Iakov Rîlskî și Jerzy Pawłowski.
La Jocurile Olimpice din 1996 de la Atlanta, proba individuală s-a tras după sistemul de eliminare directă. După ce a trecut ușor de canadianul Jean-Marie Banos, Kirienko a pierdut cu polonezul Rafał Sznajder, scorul fiind 13–15. În cele din urmă nu va câștiga niciodată nici o medalie olimpică la individual. La proba pe echipe, care s-a tras după sistemul de releu italienește, Rusia s-a impus din nou în fața Ungariei, scorul fiind 45–25.
La Campionatul Mondial din 1997 de la Cape Town, el a pierdut în turul întâi cu belarusul Dmitri Lapkes. La proba pe echipe a fost avut și o performanță slabă: în semifinală cu Italia a fost înlocuit cu Aleksandr Șirșov, după ce a pierdut două relee cu Tonhi Terenzi și respectiv Raffaello Caserta. Nu a participat la finala, unde Franța a câștigat 40-32 și Rusia s-a mulțumit cu argintul.
În anul 1998 s-a rănit la ochi și a decis să se retragă din activitate competițională. A devenit antrenor de scrimă în Novosibirsk, apoi în Moscova. A fost și antrenorul național al echipei Iranului. Sub conducerea sa, Mojtaba Abedini a devenit primul scrimer olimpic iranian la Jocurile Olimpice din 2012 de la Londra și scrimerii iranieni au cucerit niște medalii la Campionatul Asiatic, atât la individual, cât și pe echipe. Printre elevii săi s-au numărat Pavel Bîkov, campion mondial pe echipe în 2011, și Olga Nikitina, campioana mondială la cadeți în 2015. Începând cu anul 2016 este antrenor la clubul Cardinal Fencing din Stanford, California, împreună cu fostul coleg său Heorhii Pohosov.

## Viată personală
Este căsătorit cu Tatiana Alekseeva, campiona mondială la ștafeta de 4×400 m din cadrul Campionatului Mondial de Atletism în sală din 1997. Împreună au doi copii: Aleksei și Rita.

## Legături externe
- ru  Prezentare la Federația Rusă de Scrimă
- en  Coaches Arhivat în 3 iunie 2016, la Wayback Machine., Cardinal Fencing Club
- en Grigori Kirienko la Olympedia.org